# Déformation positionnelle
Ne doit pas être confondu avec Déformation volontaire du crâne.
 Mise en garde médicale
La déformation positionnelle, ou plagiocéphalie positionnelle, est un signe clinique bénin se traduisant par une asymétrie plus ou moins importante de la boîte crânienne chez le nouveau-né. Elle est développée in utero ou au cours des premiers mois de la vie. Non traitée, elle peut rester intacte à l'âge adulte, ou se réduire avec la croissance crânienne ou par correction spontanée de la statique cervicale chez le nourrisson (aspects posturologiques).

## Diagnostic
Le diagnostic est clinique, l’asymétrie crânienne est facilement décelable. À la naissance, elle motive un examen radiologique pour s’assurer qu’elle n’est pas d’origine synostosique.

## Évolution
La déformation tend à s'améliorer et une majorité de plagiocéphalie dépistée à la naissance a disparu à l'âge de 3-4 ans.

## Étiologie
La croissance crânienne chez le nouveau-né est régie par des facteurs génétiques et organiques d’une part et des facteurs mécaniques d’autre part. La déformation positionnelle résulte d’une perturbation de ce dernier facteur sur une boîte crânienne encore malléable : la mécanomorphose, c'est-à-dire la partie de la croissance dépendante des contraintes mécaniques, se réalise anormalement.
On peut individualiser trois grands types de déformation positionnelle, dont la physiopathologie mécanique diffère :

### Plagiocéphalie occipitale
L’aspect du crâne décrit un aplatissement occipital (partie arrière du crâne) unilatéral et une protrusion frontale (partie avant du crâne) du même côté. Ce type de déformation positionnelle est très souvent associé à un torticolis congénital, c’est-à-dire un raccourcissement d’un des deux muscles sterno-cléido-mastoïdiens. Ce raccourcissement du muscle peut avoir lieu in utero : la position en flexion prolongée de la tête du fœtus pourrait être à l’origine d’une hypoxie de la loge musculaire et donc de sa rétraction fibreuse. Elle peut aussi être due à un spasme du muscle causé par les contraintes traumatiques ou micro-traumatiques appliquées sur la tête et le rachis cervical du nouveau-né, notamment lors de l’extraction natale, où ces structures peuvent subir des contraintes importantes : rotations, utilisation d’outils obstétricaux (ventouse, forceps)… Ce spasme musculaire aboutit, comme chez l’adulte atteint d’un torticolis, à une position « préférentielle » : le nouveau-né aura tendance à garder sa tête d’un même côté. Cette caractéristique ne permet pas au crâne encore malléable du nouveau-né de croître dans des conditions normales et donne lieu à un aplatissement arrière unilatéral sous l’effet d’une compression prolongée.

### Plagiocéphalie fronto-occipitale
Du grec "plagio" : « oblique » et "kephalê" : « tête »,
l'aspect du crâne décrit un aplatissement frontal (partie avant du crâne) unilatéral et une protrusion occipitale (partie arrière du crâne) du même côté.
Ce type de déformation positionnelle est très souvent associé à un torticolis congénital, c’est-à-dire un raccourcissement d’un des deux muscles sterno-cléido-mastoïdiens, qui par son action mécanique, tend à « tirer » un hémi-crâne vers l’arrière. Ce raccourcissement du muscle a lieu le plus souvent in utero : la position en flexion prolongée de la tête du fœtus pourrait être à l’origine d’une hypoxie de la loge musculaire et donc de sa rétraction fibreuse.

### Brachycéphalie postérieure, ou platycéphalie
Brachycéphalie postérieure, ou platycéphalie, du grec "brakhus" : « court » ou "platy" : « large et plat »
L’aspect du crâne décrit un aplatissement occipital (partie arrière du crâne) bilatéral plus ou moins symétrique.
Il existe deux origines possibles pour ce type de déformation. La première ressemble à celle de la plagiocéphalie occipitale, c’est-à-dire un spasme musculaire actif des muscles sous-occipitaux qui empêche le nouveau-né de tourner la tête, d’un côté ou de l’autre. La seconde est au contraire due à une inhibition psychomotrice : le nouveau-né tourne "naturellement" peu la tête. La compression prolongée sur l'arrière du crâne qui en résulte donne lieu à un aplatissement plus ou moins symétrique. Le traitement ne sera pas le même selon l'origine du trouble.
Le taux d’incidence des déformations positionnelles est légèrement supérieur chez les sujets masculins et chez les jumeaux. Un accouchement difficile est également un facteur favorisant une déformation positionnelle (puisqu'il est lié à des contraintes mécaniques).
Depuis 1992, il est conseillé aux parents de coucher leurs enfants sur le dos. Cette mesure a permis de réduire considérablement les risques de mort subite du nourrisson, mais elle s’est accompagnée d’une augmentation très importante des déformations positionnelles, puisqu'elle favorise la compression postérieure. Il n'est cependant pas conseillé de faire dormir sur le ventre les enfants présentant une déformation positionnelle : cette dernière est bénigne et peut se corriger, contrairement à la mort subite du nourrisson.

## Traitement
Après environ 18 mois, la déformation est installée de manière irréversible ou presque (les sutures entre les os du crâne se sont « soudées »). La chevelure aura cependant tendance à cacher le désagrément esthétique qui ne se verra généralement pas à l’âge adulte.
Le traitement des déformations positionnelles diffère selon l’origine mécanique du trouble :
- au Québec, la physiothérapie est utile afin de vérifier la cause de la plagiocéphalie ou de la brachycéphalie (torticolis, hypotonie, asymétrie posturale, rétractions musculaires, mauvaise intégration des réflexes (tonique asymétrique du cou, etc.) et de la traiter en suivi. Plus tôt le nourrisson est pris en charge, plus le résultat est efficient. Au-delà de 6 mois la correction est difficile, au-delà de 12 mois elle n’est presque plus effective ;
- s'il y a une position préférentielle, on peut appliquer des mesures quotidiennes de bon sens : solliciter la tête du nourrisson passivement (sans tourner soi-même sa tête, au risque de lui faire mal), en aménageant le berceau de manière à attiser la curiosité du côté opposé au côté préférentiel : mobile, musique, personnes, lumière…
- la kinésithérapie est particulièrement indiquée pour le traitement du torticolis congénital (rétraction fibreuse du muscle sterno-cléido-mastoïdien) ;
- traitement ostéopathique : l'ostéopathie n'a pas fait ses preuves. De plus, du fait des risques liés à ce type de manipulation, cela n'est autorisé qu'après avis médical [5]. De plus, dans ses dernières recommandations de mars 2020, la Haute Autorité de Santé rappelle que les données scientifiques ne permettent pas de recommander cette pratique[6].
- la chirurgie du muscle sterno-cléido-mastoïdien peut être indiquée en cas d’échec du traitement ostéopathique et kinésithérapique sur ce muscle. Sauf quelques cas extrêmes, une intervention chirurgicale n’est pas indiquée pour la déformation positionnelle en elle-même compte tenu de la bénignité du trouble ;
- autres traitements : un traitement orthopédique (très répandu aux États-Unis) avec port d'une orthèse crânienne (casque semi-rigide) permet de remodeler la tête de l'enfant en quelques mois[7]. Cependant, les preuves de l'efficacité sont nulles[8] avec un inconfort, un coût et des effets secondaires possibles, qui font que cette pratique n'est pas recommandée[9].